# Ytterlännäs landskommun
Ytterlännäs landskommun var en tidigare kommun i Västernorrlands län. Kommunkod 1952-1973 var 2219.

## Administrativ historik
Ytterlännäs landskommun (från början Ytter-Lännäs landskommun) inrättades den 1 januari 1863 i Ytterlännäs socken i Ångermanland  när 1862 års kommunalförordningar trädde i kraft. Den 1 maj 1885 inrättades Nylands municipalsamhälle i kommunen.
Vid kommunreformen 1952 bildade den "storkommun" genom sammanläggning med grannkommunerna Torsåker och Dal.
År 1971 infördes enhetlig kommuntyp och Ytterlännäs landskommun ombildades därmed, utan någon territoriell förändring, till Ytterlännäs kommun. Samtidigt med detta upphörde också Nylands municipalsamhälle som därmed blev ett av landets sista kvarvarande municipalsamhällen. Tre år senare blev kommunen en del av Kramfors kommun.

### Kyrklig tillhörighet
I kyrkligt hänseende tillhörde kommunen Ytterlännäs församling. Den 1 januari 1952 tillkom Dals församling och Torsåkers församling.

## Kommunvapnet
Blasonering: I sköld kluven av guld och blått en stående karolinsk krigsman med stav, allt av motsatta tinkturer.
Detta vapen fastställdes av Kungl. Maj:t den 29 juni 1964. Se artikeln om Kramfors kommunvapen för mer information.

## Geografi
Ytterlännäs landskommun omfattade den 1 januari 1952 en areal av 460,20 km², varav 428,90 km² land.

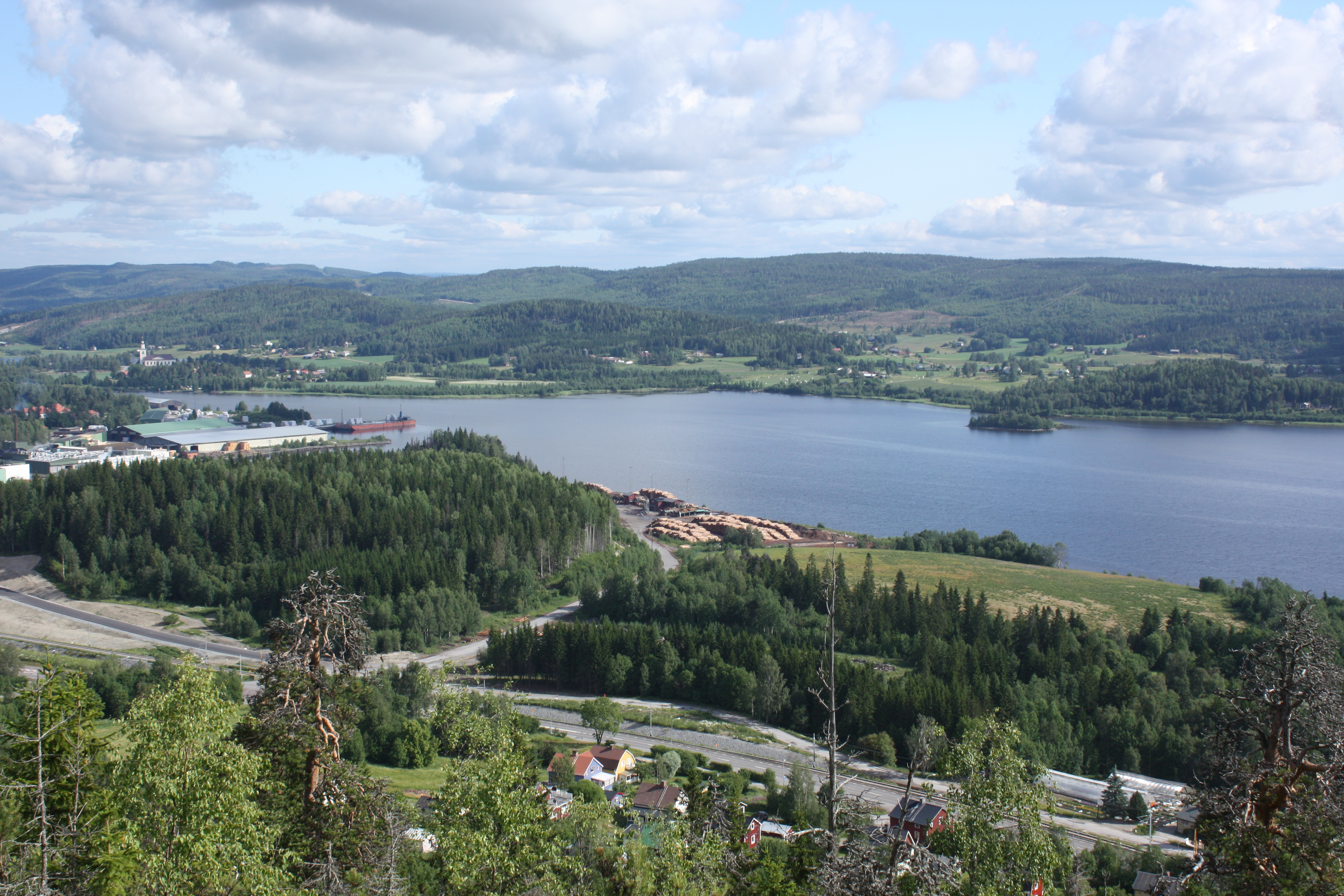
Vy från Väjaberget över Bollstafjärden med Ytterlännäs nya kyrka synlig i bakgrunden.

### Tätorter i kommunen 1960
| Tätort            | Folkmängd |
| ----------------- | --------- |
| Bollstabruk       | 1 400     |
| Nyland            | 1 251     |
| Väja, del ava     | 1 034     |
| Sandslån, del avb | 405       |

Tätortsgraden i kommunen var den 1 november 1960 52,7 procent.

## Politik

### Mandatfördelning i Ytterlännäs landskommun 1938-1970
| 2 | 21 |  | 2 | 4 |

| 28 |

| 3 | 20 | 4 | 3 |

| 27 |

| 6 | 18 | 2 | 4 |

| 26 |

| 4 | 24 | 5 | 4 | 3 |

| 34 | 6 |

| 3 | 25 | 7 | 2 | 3 |

| 35 |

| 4 | 24 | 6 | 3 | 3 |

| 32 | 8 |

| 5 | 22 | 7 | 2 |  | 3 |

| 36 |

| 3 | 24 | 8 | 2 |  | 2 |

| 33 | 7 |

### Mandatfördelning i Nylands municipalsamhälle 1962-1966
| 8 | 6 | 1 |

| 13 |

| 7 | 8 |

| 14 |

## Vänorter
- Lappajärvi, Finland [5]

### Fotnoter
1. 1 2  Per Andersson: Sveriges kommunindelning 1863-1993, Draking, Mjölby 1993, ISBN 91-87784-05-X, s. 91
2. ↑  ”Svenska Heraldiska Föreningens vapendatabas”. Arkiverad från originalet den 18 oktober 2012. https://web.archive.org/web/20121018011750/http://databas.heraldik.se/index.php. Läst 17 december 2010.
3. ↑   (PDF) Folkräkningen den 31 december 1950, I, Areal och folkmängd inom särskilda förvaltningsområden m.m., Tätorter. Stockholm: Statistiska centralbyrån. 1952-05-19. sid. 109. Arkiverad från originalet den 1 oktober 2014. https://www.webcitation.org/6T09ZkyrB?url=http://www.scb.se/Grupp/Hitta_statistik/Historisk_statistik/_Dokument/SOS/Folkrakningen_1950_1.pdf. Läst 9 oktober 2014 Arkiverad 29 oktober 2013 hämtat från the Wayback Machine.
4. ↑  SCB Folkräkningen 1960 del 2 Arkiverad 24 september 2015 hämtat från the Wayback Machine. sida 42 i pdf:en
5. ↑  ”Kummikuntavierailu ylitti odotukset” (på finska). Järviseudun Sanomat:  s. 4. 16 augusti 1973.

- Se kartdata överlagrat på OSM (Kartdata)